# Guy Fawkes
Guy Fawkes (York, Regne d'Anglaterra, 13 d'abril de 1570 – Londres, Anglaterra, 31 de gener de 1606) va ser un militar que formà part del grup catòlic anglès que planejà fallidament la conspiració de la pólvora de 1605. També se'l coneix amb el nom de Guido Fawkes, nom adoptat quan lluità en l'exèrcit espanyol dels Països Baixos.

## Biografia
Fawkes nasqué i cresqué a York. El pare de Fawkes, notari de professió, morí quan ell només tenia vuit anys. La seva mare s'uní de nou amb un catòlic recusant. Fawkes, després de convertir-se al catolicisme, deixà l'illa i participà en el bàndol catòlic espanyol en la Guerra dels Vuitanta Anys, que enfrontava els reformadors protestants de les Províncies Unides contra l'Imperi espanyol. Viatjà a Espanya per a buscar suports per a una revolució catòlica a Anglaterra, però no en va trobar. Més endavant, conegué Thomas Wintour, amb qui retornaria a Anglaterra.
Wintour presentà Fawkes a Robert Catesby, que planejava assassinar Jaume I d'Anglaterra per retornar el tron a un monarca catòlic. Els conspiradors aconseguiren llogar un soterrani de la cambra dels Lords i ell fou l'encarregat de resguardar la pólvora que havien emmagatzemat. La matinada del 5 de novembre, les autoritats cercaren el palau de Westminster, després de rebre l'avís d'una carta anònima, i enxamparen Fawkes mentre vigilava l'explosiu.
Els dies següents va ser interrogat i torturat. Poc abans de la seva execució, el 31 de gener, saltà des de la bastida en què havia de ser penjat i es trencà el coll, evitant així l'agonia de ser penjat.
Fawkes esdevingué el símbol de la conspiració de la pólvora que, des del 5 de novembre de 1605, se celebra a Anglaterra: la Guy Fawkes Night o Bonfire Night (La nit de les fogueres). Tradicionalment, aquest dia es crema la seva efígie en una foguera, sovint acompanyada per un espectacle de focs artificials.

## Adaptacions del personatge
En còmic i en la pel·lícula V de Vendetta el personatge principal, V, cita reiteradament el personatge de Guy Fawkes. La màscara que porta s'inspira en la cara de la persona i és un referent en tota la trama, tot i que només s'explica molt breument la seva història.
En el joc d'ordinador "La Pantera Rosa en Mission Pelirosa" surt un ninot de peluix en què els nens els compren i els cremen en el dia senyalat. També es canta una canço sobre ell molt resumida.